# Mutalau
Mutalau – miejscowość w Niue (terytorium stowarzyszone z Nową Zelandią). Według danych ze spisu ludności w 2011 roku liczyła 90 mieszkańców – 48 kobiet i 42 mężczyzn. Szósta co do wielkości miejscowość kraju.